# Flandern Rundt 2001
Flandern Rundt 2001 var den 85. udgave af det belgiske monument Flandern Rundt. Det 269 km lange linjeløb blev kørt den 8. april 2001 med start i Brugge og mål i Meerbeke. Løbet var en del af UCI World Cup.
Løbet blev vundet af italienske Gianluca Bortolami.
Bortolami kørte de 269 km på seks timer, ti minutter og 26 sekunder, hvilket gav en gennemsnitsfart på 43,576 km/t. Det var den hurtigste fart en vinder nogensinde havde kørt løbet. Rekorden stod indtil Flandern Rundt 2023, hvor den blev slået af Tadej Pogačar.

## Resultat
| \| Samlede stilling \| Samlede stilling \| Samlede stilling \| Samlede stilling \| Samlede stilling \| \| Rytter \| Rytter \| Hold \| Tid \| \| \| ---------------- \| --------------------- \| ------------------------------- \| ---------------- \| ---------------- \| \| 1. \| Gianluca Bortolami \| Tacconi Sport-Vini Caldirola \| 6t 10' 23" \| \| \| 2. \| Erik Dekker \| Rabobank \| + 0" \| \| \| 3. \| Denis Zanette \| Liquigas-Pata \| + 0" \| \| \| 4. \| Rolf Sørensen \| CSC-World Online \| + 0" \| \| \| 5. \| Daniele Nardello \| Mapei-Quick Step \| + 0" \| \| \| 6. \| Chris Peers \| Cofidis-Le Crédit par Téléphone \| + 0" \| \| \| 7. \| Max Sciandri \| Lampre-Daikin \| + 0" \| \| \| 8. \| Ludo Dierckxsens \| Lampre-Daikin \| + 0" \| \| \| 9. \| Andrei Tchmil \| Lotto-Adecco \| + 19" \| \| \| 10. \| Romāns Vainšteins \| Domo-Farm Frites-Latexco \| + 19" \| \| \| 11. \| Nico Mattan \| Cofidis-Le Crédit par Téléphone \| + 19" \| \| \| 12. \| Steffen Wesemann \| Deutsche Telekom \| + 19" \| \| \| 13. \| George Hincapie \| US Postal Service \| + 19" \| \| \| 14. \| Gabriele Balducci \| Tacconi Sport-Vini Caldirola \| + 19" \| \| \| 15. \| Michele Bartoli \| Mapei-Quick Step \| + 19" \| \| \| 16. \| Johan Museeuw \| Domo-Farm Frites-Latexco \| + 19" \| \| \| 17. \| Christian Vande Velde \| US Postal Service \| + 1' 19" \| \| \| 18. \| Frank Høj \| Team Coast-Buffalo \| + 1' 19" \| \| \| 19. \| Hans De Clercq \| Lotto-Adecco \| + 1' 19" \| \| \| 20. \| Guido Trenti \| Cantina Tollo-Acqua & Sapone \| + 1' 19" \| \| |                       |                                 |            |
| |                       |                                 |            |
| Kilde: ProCyclingStats |                       |                                 |            |
| Samlede stilling |                       |                                 |            |
| Rytter | Rytter                | Hold                            | Tid        |
| 1. | Gianluca Bortolami    | Tacconi Sport-Vini Caldirola    | 6t 10' 23" |
| 2. | Erik Dekker           | Rabobank                        | + 0"       |
| 3. | Denis Zanette         | Liquigas-Pata                   | + 0"       |
| 4. | Rolf Sørensen         | CSC-World Online                | + 0"       |
| 5. | Daniele Nardello      | Mapei-Quick Step                | + 0"       |
| 6. | Chris Peers           | Cofidis-Le Crédit par Téléphone | + 0"       |
| 7. | Max Sciandri          | Lampre-Daikin                   | + 0"       |
| 8. | Ludo Dierckxsens      | Lampre-Daikin                   | + 0"       |
| 9. | Andrei Tchmil         | Lotto-Adecco                    | + 19"      |
| 10. | Romāns Vainšteins     | Domo-Farm Frites-Latexco        | + 19"      |
| 11. | Nico Mattan           | Cofidis-Le Crédit par Téléphone | + 19"      |
| 12. | Steffen Wesemann      | Deutsche Telekom                | + 19"      |
| 13. | George Hincapie       | US Postal Service               | + 19"      |
| 14. | Gabriele Balducci     | Tacconi Sport-Vini Caldirola    | + 19"      |
| 15. | Michele Bartoli       | Mapei-Quick Step                | + 19"      |
| 16. | Johan Museeuw         | Domo-Farm Frites-Latexco        | + 19"      |
| 17. | Christian Vande Velde | US Postal Service               | + 1' 19"   |
| 18. | Frank Høj             | Team Coast-Buffalo              | + 1' 19"   |
| 19. | Hans De Clercq        | Lotto-Adecco                    | + 1' 19"   |
| 20. | Guido Trenti          | Cantina Tollo-Acqua & Sapone    | + 1' 19"   |

## Hold og ryttere
| Groupes sportifs I (17)- Lotto-Adecco - Domo-Farm Frites-Latexco - Mapei-Quick Step - Deutsche Telekom - Fassa Bortolo - Lampre-Daikin - Rabobank - Tacconi Sport-Vini Caldirola - US Postal Service - Liquigas-Pata - Cofidis-Le Crédit par Téléphone - Saeco - Mercatone Uno-Stream TV - CSC-World Online - Mercury-Viatel - Coast-Buffalo - Crédit agricole Groupes sportifs II (8)- Vlaanderen-T-Interim - Landbouwkrediet-Colnago - Collstrop-Palmans - Bankgiroloterij-Batavus - Gerolsteiner - La Française des jeux - AG2R Prévoyance - Cantina Tollo-Acqua & Sapone |
| |

### Startliste
| Lotto-Adecco ___ | Lotto-Adecco ___         | Lotto-Adecco ___ |
| ---------------- | ------------------------ | ---------------- |
| Nr.              | Rytter                   | Placering        |
| 1                | Andrei Tchmil (BEL)      | 9.               |
| 2                | Fabien De Waele (BEL)    | 45.              |
| 3                | Niko Eeckhout (BEL)      | DNF              |
| 4                | Thierry Marichal (BEL)   | DNF              |
| 5                | Gennadij Mikhajlov (RUS) | 52.              |
| 6                | Hans De Clercq (BEL)     | 19.              |
| 7                | Hendrik Van Dijck (BEL)  | DNF              |
| 8                | Paul Van Hyfte (BEL)     | 37.              |

| Domo-Farm Frites-Latexco DFF | Domo-Farm Frites-Latexco DFF | Domo-Farm Frites-Latexco DFF |
| ---------------------------- | ---------------------------- | ---------------------------- |
| Nr.                          | Rytter                       | Placering                    |
| 11                           | Romāns Vainšteins (LAT)      | 10.                          |
| 12                           | Enrico Cassani (ITA)         | DNF                          |
| 13                           | Servais Knaven (NED)         | 25.                          |
| 14                           | Marco Milesi (ITA)           | 49.                          |
| 15                           | Johan Museeuw (BEL)          | 16.                          |
| 16                           | Wilfried Peeters (BEL)       | DNF                          |
| 17                           | Piotr Wadecki (POL)          | 81.                          |
| 18                           | Max van Heeswijk (NED)       | 59.                          |

| Mapei-Quick Step MAP | Mapei-Quick Step MAP   | Mapei-Quick Step MAP |
| -------------------- | ---------------------- | -------------------- |
| Nr.                  | Rytter                 | Placering            |
| 21                   | Michele Bartoli (ITA)  | 15.                  |
| 22                   | Franco Ballerini (ITA) | 42.                  |
| 23                   | Paolo Bettini (ITA)    | 23.                  |
| 24                   | Paolo Fornaciari (ITA) | DNF                  |
| 25                   | Daniele Nardello (ITA) | 5.                   |
| 26                   | Andrea Tafi (ITA)      | 62.                  |
| 27                   | Stefano Zanini (ITA)   | 40.                  |

| Deutsche Telekom TEL | Deutsche Telekom TEL      | Deutsche Telekom TEL |
| -------------------- | ------------------------- | -------------------- |
| Nr.                  | Rytter                    | Placering            |
| 31                   | Erik Zabel (GER)          | 53.                  |
| 32                   | Gian Matteo Fagnini (ITA) | 68.                  |
| 33                   | Kai Hundertmarck (GER)    | DNF                  |
| 34                   | Andreas Klier (GER)       | DNF                  |
| 35                   | Jan Schaffrath (GER)      | DNF                  |
| 36                   | Steffen Wesemann (GER)    | 12.                  |
| 37                   | Rolf Aldag (GER)          | DNF                  |
| 38                   | Danilo Hondo (GER)        | DNF                  |

| Fassa Bortolo FAS | Fassa Bortolo FAS         | Fassa Bortolo FAS |
| ----------------- | ------------------------- | ----------------- |
| Nr.               | Rytter                    | Placering         |
| 41                | Leonardo Giordani (ITA)   | 64.               |
| 42                | Volodymir Gustov (UKR)    | DNF               |
| 43                | Kim Kirchen (LUX)         | DNF               |
| 44                | Nicola Loda (ITA)         | DNF               |
| 45                | Alessandro Petacchi (ITA) | DNF               |
| 46                | Roberto Petito (ITA)      | 29.               |
| 47                | Matteo Tosatto (ITA)      | 30.               |
| 48                | Fabio Baldato (ITA)       | 31.               |

| Lampre-Daikin LAM | Lampre-Daikin LAM         | Lampre-Daikin LAM |
| ----------------- | ------------------------- | ----------------- |
| Nr.               | Rytter                    | Placering         |
| 51                | Ludo Dierckxsens (BEL)    | 8.                |
| 52                | Raivis Belohvoščiks (LAT) | DNF               |
| 53                | Rubens Bertogliati (SUI)  | DNF               |
| 54                | Mariano Piccoli (ITA)     | DNF               |
| 55                | Marco Serpellini (ITA)    | DNF               |
| 56                | Max Sciandri (GBR)        | 7.                |
| 57                | Ján Svorada (CZE)         | DNF               |
| 58                | Johan Verstrepen (BEL)    | DNF               |

| Rabobank RAB | Rabobank RAB             | Rabobank RAB |
| ------------ | ------------------------ | ------------ |
| Nr.          | Rytter                   | Placering    |
| 61           | Erik Dekker (NED)        | 2.           |
| 62           | Jan Boven (NED)          | DNF          |
| 63           | Markus Zberg (SUI)       | 22.          |
| 64           | Maarten den Bakker (NED) | 66.          |
| 65           | Steven de Jongh (NED)    | DNF          |
| 66           | Aart Vierhouten (NED)    | 26.          |
| 67           | Karsten Kroon (NED)      | 67.          |
| 68           | Matthé Pronk (NED)       | 57.          |

| Tacconi Sport-Vini Caldirola ___ | Tacconi Sport-Vini Caldirola ___ | Tacconi Sport-Vini Caldirola ___ |
| -------------------------------- | -------------------------------- | -------------------------------- |
| Nr.                              | Rytter                           | Placering                        |
| 71                               | Gianluca Bortolami (ITA)         | 1.                               |
| 72                               | Diego Ferrari (ITA)              | 58.                              |
| 73                               | Gabriele Balducci (ITA)          | 14.                              |
| 74                               | Andrej Hauptman (SLO)            | DNF                              |
| 75                               | Zoran Klemenčič (SLO)            | DNF                              |
| 76                               | Mauro Radaelli (ITA)             | DNF                              |
| 77                               | Mauro Gerosa (ITA)               | DNF                              |
| 78                               | Paolo Bossoni (ITA)              | 70.                              |

| US Postal Service USP | US Postal Service USP       | US Postal Service USP |
| --------------------- | --------------------------- | --------------------- |
| Nr.                   | Rytter                      | Placering             |
| 81                    | Vjatjeslav Jekimov (RUS)    | 41.                   |
| 82                    | Antonio Cruz (USA)          | 84.                   |
| 83                    | Levi Leipheimer (USA)       | 77.                   |
| 84                    | George Hincapie (USA)       | 13.                   |
| 85                    | Benoît Joachim (LUX)        | 79.                   |
| 86                    | Christian Vande Velde (USA) | 17.                   |
| 87                    | Cédric Vasseur (FRA)        | 38.                   |
| 88                    | Matthew White (AUS)         | 51.                   |

| Liquigas-Pata ___ | Liquigas-Pata ___        | Liquigas-Pata ___ |
| ----------------- | ------------------------ | ----------------- |
| Nr.               | Rytter                   | Placering         |
| 91                | Daniele Contrini (ITA)   | DNF               |
| 92                | Paolo Bono (ITA)         | DNF               |
| 93                | Fabio Marchesin (ITA)    | DNF               |
| 94                | Mirko Marini (ITA)       | DNF               |
| 95                | Giancarlo Raimondi (ITA) | DNF               |
| 96                | Cristian Salvato (ITA)   | 61.               |
| 97                | Denis Zanette (ITA)      | 3.                |
| 98                | Marco Zanotti (ITA)      | DNF               |

| Cofidis-Le Crédit par Téléphone COF | Cofidis-Le Crédit par Téléphone COF | Cofidis-Le Crédit par Téléphone COF |
| ----------------------------------- | ----------------------------------- | ----------------------------------- |
| Nr.                                 | Rytter                              | Placering                           |
| 101                                 | Nico Mattan (BEL)                   | 11.                                 |
| 102                                 | Peter Farazijn (BEL)                | 47.                                 |
| 103                                 | Tom Flammang (LUX)                  | DNF                                 |
| 104                                 | Philippe Gaumont (FRA)              | DNF                                 |
| 105                                 | Chris Peers (BEL)                   | 6.                                  |
| 106                                 | Jo Planckaert (BEL)                 | 28.                                 |
| 107                                 | Jean-Michel Tessier (FRA)           | DNF                                 |
| 108                                 | Rob Hayles (GBR)                    | DNF                                 |

| Saeco SAE | Saeco SAE              | Saeco SAE |
| --------- | ---------------------- | --------- |
| Nr.       | Rytter                 | Placering |
| 111       | Dario Pieri (ITA)      | 48.       |
| 112       | Mario Cipollini (ITA)  | 69.       |
| 113       | Jörg Ludewig (GER)     | DNF       |
| 114       | Mirko Celestino (ITA)  | DNF       |
| 115       | Mario Scirea (ITA)     | DNF       |
| 116       | Biagio Conte (ITA)     | 63.       |
| 117       | Alessio Galletti (ITA) | DNF       |
| 118       | Fabio Sacchi (ITA)     | DNF       |

| Mercatone Uno-Stream TV ___ | Mercatone Uno-Stream TV ___ | Mercatone Uno-Stream TV ___ |
| --------------------------- | --------------------------- | --------------------------- |
| Nr.                         | Rytter                      | Placering                   |
| 121                         | Ermanno Brignoli (ITA)      | DNF                         |
| 122                         | Cristian Moreni (ITA)       | DNF                         |
| 123                         | Gianpaolo Mondini (ITA)     | DNF                         |
| 124                         | Maurizio Caravaggio (ITA)   | DNF                         |
| 125                         | Gianmario Ortenzi (ITA)     | DNF                         |
| 126                         | Roberto Savoldi (ITA)       | DNF                         |
| 127                         | Giuseppe Di Fresco (ITA)    | DNF                         |
| 128                         | Fabiano Fontanelli (ITA)    | DNF                         |

| CSC-World Online CST | CSC-World Online CST    | CSC-World Online CST |
| -------------------- | ----------------------- | -------------------- |
| Nr.                  | Rytter                  | Placering            |
| 131                  | Rolf Sørensen (DEN)     | 4.                   |
| 132                  | Koen Beeckman (BEL)     | 83.                  |
| 133                  | Tristan Hoffman (NED)   | DNF                  |
| 134                  | Nicolas Jalabert (FRA)  | DNF                  |
| 135                  | Nicolaj Bo Larsen (DEN) | DNF                  |
| 136                  | Bjarke Nielsen (DEN)    | DNF                  |
| 137                  | Michael Steen Nielsen   | DNF                  |
| 138                  | Arvis Piziks (LAT)      | 24.                  |

| Mercury-Viatel ___ | Mercury-Viatel ___      | Mercury-Viatel ___ |
| ------------------ | ----------------------- | ------------------ |
| Nr.                | Rytter                  | Placering          |
| 141                | Peter Van Petegem (BEL) | DNF                |
| 142                | Geert Van Bondt (BEL)   | 44.                |
| 143                | Plamen Stoyanov (BUL)   | 74.                |
| 144                | Léon van Bon (NED)      | 39.                |
| 145                | Michael Sayers (USA)    | DNF                |
| 146                | Jans Koerts (NED)       | DNF                |
| 147                | Wim Vansevenant (BEL)   | DNF                |
| 148                | Gordon Fraser (CAN)     | DNF                |

| Team Coast-Buffalo COA | Team Coast-Buffalo COA | Team Coast-Buffalo COA |
| ---------------------- | ---------------------- | ---------------------- |
| Nr.                    | Rytter                 | Placering              |
| 151                    | Frank Høj (DEN)        | 18.                    |
| 152                    | Bekim Christensen      | DNF                    |
| 153                    | Rolf Huser (SUI)       | 36.                    |
| 154                    | Lars Michaelsen (DEN)  | 72.                    |
| 155                    | Eduard Gritsun (RUS)   | DNF                    |
| 156                    | Anton Shantyr (RUS)    | DNF                    |
| 157                    | Raphael Schweda (GER)  | DNF                    |
| 158                    | Malte Urban (GER)      | DNF                    |

| Crédit Agricole C.A | Crédit Agricole C.A      | Crédit Agricole C.A |
| ------------------- | ------------------------ | ------------------- |
| Nr.                 | Rytter                   | Placering           |
| 161                 | Magnus Bäckstedt (SWE)   | DNF                 |
| 162                 | Sébastien Hinault (FRA)  | DNF                 |
| 163                 | Thor Hushovd (NOR)       | 46.                 |
| 164                 | Christopher Jenner (NZL) | 80.                 |
| 165                 | Jérôme Neuville (FRA)    | DNF                 |
| 166                 | Stuart O'Grady (AUS)     | 60.                 |
| 167                 | Jens Voigt (GER)         | 65.                 |

| Vlaanderen-T-Interim ___ | Vlaanderen-T-Interim ___    | Vlaanderen-T-Interim ___ |
| ------------------------ | --------------------------- | ------------------------ |
| Nr.                      | Rytter                      | Placering                |
| 171                      | Björn Leukemans (BEL)       | 86.                      |
| 172                      | Davy Daniels (BEL)          | DNF                      |
| 173                      | Geoffrey Demeyere (BEL)     | DNF                      |
| 174                      | Kris Gerits (BEL)           | DNF                      |
| 175                      | Jurgen Guns (BEL)           | 56.                      |
| 176                      | Andy Vidts (BEL)            | DNF                      |
| 177                      | Jurgen Van Roosbroeck (BEL) | DNF                      |
| 178                      | James Vanlandschoot (BEL)   | DNF                      |

| Landbouwkrediet-Colnago LAN | Landbouwkrediet-Colnago LAN | Landbouwkrediet-Colnago LAN |
| --------------------------- | --------------------------- | --------------------------- |
| Nr.                         | Rytter                      | Placering                   |
| 181                         | Michel Vanhaecke (BEL)      | 43.                         |
| 182                         | Jurgen Van De Walle (BEL)   | DNF                         |
| 183                         | Bert De Waele (BEL)         | DNF                         |
| 184                         | Andrey Tcherviakov (RUS)    | DNF                         |
| 185                         | Gordon McCauley (NZL)       | DNF                         |
| 186                         | Gunther Cuylits (BEL)       | DNF                         |
| 187                         | Jeff Louder (USA)           | DNF                         |
| 188                         | Masahiko Mifune (JPN)       | DNF                         |

| Collstrop-Palmans ___ | Collstrop-Palmans ___      | Collstrop-Palmans ___ |
| --------------------- | -------------------------- | --------------------- |
| Nr.                   | Rytter                     | Placering             |
| 191                   | Karl Pauwels (BEL)         | 87.                   |
| 192                   | Eric De Clercq (BEL)       | 59.                   |
| 193                   | Hans De Meester (BEL)      | DNF                   |
| 194                   | Christophe Detilloux (BEL) | DNF                   |
| 195                   | Roger Hammond (GBR)        | 71.                   |
| 196                   | Kristof Trouvé (BEL)       | DNF                   |
| 197                   | Donatas Virbickas (LTU)    | DNF                   |
| 198                   | Dany Baeyens (BEL)         | DNF                   |

| Batavus-Bankgiroloterij ___ | Batavus-Bankgiroloterij ___ | Batavus-Bankgiroloterij ___ |
| --------------------------- | --------------------------- | --------------------------- |
| Nr.                         | Rytter                      | Placering                   |
| 201                         | Tom Desmet (BEL)            | DNF                         |
| 202                         | Bart Voskamp (NED)          | 21.                         |
| 203                         | Pieter Vries (NED)          | 34.                         |
| 204                         | Martin van Steen (NED)      | 75.                         |
| 205                         | Remco van der Ven (NED)     | 55.                         |
| 206                         | Bert Hiemstra (NED)         | 34.                         |
| 207                         | Jan van Velzen (NED)        | DNF                         |
| 208                         | Corey Sweet (AUS)           | 78.                         |

| Gerolsteiner GST | Gerolsteiner GST         | Gerolsteiner GST |
| ---------------- | ------------------------ | ---------------- |
| Nr.              | Rytter                   | Placering        |
| 211              | Michael Rich (GER)       | DNF              |
| 212              | Federico Morini (ITA)    | DNF              |
| 213              | Saulius Ruškys (LTU)     | DNF              |
| 214              | Torsten Schmidt (GER)    | DNF              |
| 215              | Tobias Steinhauser (GER) | DNF              |
| 216              | Marcel Strauss (SUI)     | DNF              |
| 217              | Miguel Van Kessel (NED)  | 76.              |
| 218              | Peter Wrolich (AUT)      | DNF              |

| La Française des jeux FDJ | La Française des jeux FDJ | La Française des jeux FDJ |
| ------------------------- | ------------------------- | ------------------------- |
| Nr.                       | Rytter                    | Placering                 |
| 221                       | Jacky Durand (FRA)        | DNF                       |
| 222                       | Frédéric Guesdon (FRA)    | 33.                       |
| 223                       | Emmanuel Magnien (FRA)    | DNF                       |
| 224                       | Christophe Mengin (FRA)   | 82.                       |
| 225                       | Jean-Patrick Nazon (FRA)  | DNF                       |
| 226                       | Franck Perque (FRA)       | 54.                       |
| 227                       | Patrick D'Hont (BEL)      | DNF                       |

| AG2R Prévoyance A2R | AG2R Prévoyance A2R       | AG2R Prévoyance A2R |
| ------------------- | ------------------------- | ------------------- |
| Nr.                 | Rytter                    | Placering           |
| 231                 | Jaan Kirsipuu (EST)       | 32.                 |
| 232                 | Lauri Aus (EST)           | DNF                 |
| 233                 | Linas Balčiūnas (LTU)     | DNF                 |
| 234                 | Stéphane Bergès (FRA)     | DNF                 |
| 235                 | Ludovic Capelle (BEL)     | 85.                 |
| 236                 | Sébastien Demarbaix (BEL) | DNF                 |
| 237                 | Laurent Estadieu (FRA)    | DNF                 |
| 238                 | Innar Mändoja (EST)       | DNF                 |

| Cantina Tollo-Acqua & Sapone CTA | Cantina Tollo-Acqua & Sapone CTA     | Cantina Tollo-Acqua & Sapone CTA |
| -------------------------------- | ------------------------------------ | -------------------------------- |
| Nr.                              | Rytter                               | Placering                        |
| 241                              | Gabriele Colombo (ITA)               | DNF                              |
| 242                              | Claudio Astolfi (ITA)                | DNF                              |
| 243                              | Federico Colonna (ITA)               | DNF                              |
| 244                              | Danilo Di Luca (ITA)                 | DNF                              |
| 245                              | Federico Giabbecucci (ITA)           | DNF                              |
| 246                              | Cristian Pepoli (ITA)                | 73.                              |
| 247                              | Miguel Ángel Martín Perdiguero (ESP) | DNF                              |
| 248                              | Guido Trenti (ITA)                   | 20.                              |

| Lotto-Adecco ___ | Lotto-Adecco ___         | Lotto-Adecco ___ |
| ---------------- | ------------------------ | ---------------- |
| Nr.              | Rytter                   | Placering        |
| 1                | Andrei Tchmil (BEL)      | 9.               |
| 2                | Fabien De Waele (BEL)    | 45.              |
| 3                | Niko Eeckhout (BEL)      | DNF              |
| 4                | Thierry Marichal (BEL)   | DNF              |
| 5                | Gennadij Mikhajlov (RUS) | 52.              |
| 6                | Hans De Clercq (BEL)     | 19.              |
| 7                | Hendrik Van Dijck (BEL)  | DNF              |
| 8                | Paul Van Hyfte (BEL)     | 37.              |

| Domo-Farm Frites-Latexco DFF | Domo-Farm Frites-Latexco DFF | Domo-Farm Frites-Latexco DFF |
| ---------------------------- | ---------------------------- | ---------------------------- |
| Nr.                          | Rytter                       | Placering                    |
| 11                           | Romāns Vainšteins (LAT)      | 10.                          |
| 12                           | Enrico Cassani (ITA)         | DNF                          |
| 13                           | Servais Knaven (NED)         | 25.                          |
| 14                           | Marco Milesi (ITA)           | 49.                          |
| 15                           | Johan Museeuw (BEL)          | 16.                          |
| 16                           | Wilfried Peeters (BEL)       | DNF                          |
| 17                           | Piotr Wadecki (POL)          | 81.                          |
| 18                           | Max van Heeswijk (NED)       | 59.                          |

| Mapei-Quick Step MAP | Mapei-Quick Step MAP   | Mapei-Quick Step MAP |
| -------------------- | ---------------------- | -------------------- |
| Nr.                  | Rytter                 | Placering            |
| 21                   | Michele Bartoli (ITA)  | 15.                  |
| 22                   | Franco Ballerini (ITA) | 42.                  |
| 23                   | Paolo Bettini (ITA)    | 23.                  |
| 24                   | Paolo Fornaciari (ITA) | DNF                  |
| 25                   | Daniele Nardello (ITA) | 5.                   |
| 26                   | Andrea Tafi (ITA)      | 62.                  |
| 27                   | Stefano Zanini (ITA)   | 40.                  |

| Deutsche Telekom TEL | Deutsche Telekom TEL      | Deutsche Telekom TEL |
| -------------------- | ------------------------- | -------------------- |
| Nr.                  | Rytter                    | Placering            |
| 31                   | Erik Zabel (GER)          | 53.                  |
| 32                   | Gian Matteo Fagnini (ITA) | 68.                  |
| 33                   | Kai Hundertmarck (GER)    | DNF                  |
| 34                   | Andreas Klier (GER)       | DNF                  |
| 35                   | Jan Schaffrath (GER)      | DNF                  |
| 36                   | Steffen Wesemann (GER)    | 12.                  |
| 37                   | Rolf Aldag (GER)          | DNF                  |
| 38                   | Danilo Hondo (GER)        | DNF                  |

| Fassa Bortolo FAS | Fassa Bortolo FAS         | Fassa Bortolo FAS |
| ----------------- | ------------------------- | ----------------- |
| Nr.               | Rytter                    | Placering         |
| 41                | Leonardo Giordani (ITA)   | 64.               |
| 42                | Volodymir Gustov (UKR)    | DNF               |
| 43                | Kim Kirchen (LUX)         | DNF               |
| 44                | Nicola Loda (ITA)         | DNF               |
| 45                | Alessandro Petacchi (ITA) | DNF               |
| 46                | Roberto Petito (ITA)      | 29.               |
| 47                | Matteo Tosatto (ITA)      | 30.               |
| 48                | Fabio Baldato (ITA)       | 31.               |

| Lampre-Daikin LAM | Lampre-Daikin LAM         | Lampre-Daikin LAM |
| ----------------- | ------------------------- | ----------------- |
| Nr.               | Rytter                    | Placering         |
| 51                | Ludo Dierckxsens (BEL)    | 8.                |
| 52                | Raivis Belohvoščiks (LAT) | DNF               |
| 53                | Rubens Bertogliati (SUI)  | DNF               |
| 54                | Mariano Piccoli (ITA)     | DNF               |
| 55                | Marco Serpellini (ITA)    | DNF               |
| 56                | Max Sciandri (GBR)        | 7.                |
| 57                | Ján Svorada (CZE)         | DNF               |
| 58                | Johan Verstrepen (BEL)    | DNF               |

| Rabobank RAB | Rabobank RAB             | Rabobank RAB |
| ------------ | ------------------------ | ------------ |
| Nr.          | Rytter                   | Placering    |
| 61           | Erik Dekker (NED)        | 2.           |
| 62           | Jan Boven (NED)          | DNF          |
| 63           | Markus Zberg (SUI)       | 22.          |
| 64           | Maarten den Bakker (NED) | 66.          |
| 65           | Steven de Jongh (NED)    | DNF          |
| 66           | Aart Vierhouten (NED)    | 26.          |
| 67           | Karsten Kroon (NED)      | 67.          |
| 68           | Matthé Pronk (NED)       | 57.          |

| Tacconi Sport-Vini Caldirola ___ | Tacconi Sport-Vini Caldirola ___ | Tacconi Sport-Vini Caldirola ___ |
| -------------------------------- | -------------------------------- | -------------------------------- |
| Nr.                              | Rytter                           | Placering                        |
| 71                               | Gianluca Bortolami (ITA)         | 1.                               |
| 72                               | Diego Ferrari (ITA)              | 58.                              |
| 73                               | Gabriele Balducci (ITA)          | 14.                              |
| 74                               | Andrej Hauptman (SLO)            | DNF                              |
| 75                               | Zoran Klemenčič (SLO)            | DNF                              |
| 76                               | Mauro Radaelli (ITA)             | DNF                              |
| 77                               | Mauro Gerosa (ITA)               | DNF                              |
| 78                               | Paolo Bossoni (ITA)              | 70.                              |

| US Postal Service USP | US Postal Service USP       | US Postal Service USP |
| --------------------- | --------------------------- | --------------------- |
| Nr.                   | Rytter                      | Placering             |
| 81                    | Vjatjeslav Jekimov (RUS)    | 41.                   |
| 82                    | Antonio Cruz (USA)          | 84.                   |
| 83                    | Levi Leipheimer (USA)       | 77.                   |
| 84                    | George Hincapie (USA)       | 13.                   |
| 85                    | Benoît Joachim (LUX)        | 79.                   |
| 86                    | Christian Vande Velde (USA) | 17.                   |
| 87                    | Cédric Vasseur (FRA)        | 38.                   |
| 88                    | Matthew White (AUS)         | 51.                   |

| Liquigas-Pata ___ | Liquigas-Pata ___        | Liquigas-Pata ___ |
| ----------------- | ------------------------ | ----------------- |
| Nr.               | Rytter                   | Placering         |
| 91                | Daniele Contrini (ITA)   | DNF               |
| 92                | Paolo Bono (ITA)         | DNF               |
| 93                | Fabio Marchesin (ITA)    | DNF               |
| 94                | Mirko Marini (ITA)       | DNF               |
| 95                | Giancarlo Raimondi (ITA) | DNF               |
| 96                | Cristian Salvato (ITA)   | 61.               |
| 97                | Denis Zanette (ITA)      | 3.                |
| 98                | Marco Zanotti (ITA)      | DNF               |

| Cofidis-Le Crédit par Téléphone COF | Cofidis-Le Crédit par Téléphone COF | Cofidis-Le Crédit par Téléphone COF |
| ----------------------------------- | ----------------------------------- | ----------------------------------- |
| Nr.                                 | Rytter                              | Placering                           |
| 101                                 | Nico Mattan (BEL)                   | 11.                                 |
| 102                                 | Peter Farazijn (BEL)                | 47.                                 |
| 103                                 | Tom Flammang (LUX)                  | DNF                                 |
| 104                                 | Philippe Gaumont (FRA)              | DNF                                 |
| 105                                 | Chris Peers (BEL)                   | 6.                                  |
| 106                                 | Jo Planckaert (BEL)                 | 28.                                 |
| 107                                 | Jean-Michel Tessier (FRA)           | DNF                                 |
| 108                                 | Rob Hayles (GBR)                    | DNF                                 |

| Saeco SAE | Saeco SAE              | Saeco SAE |
| --------- | ---------------------- | --------- |
| Nr.       | Rytter                 | Placering |
| 111       | Dario Pieri (ITA)      | 48.       |
| 112       | Mario Cipollini (ITA)  | 69.       |
| 113       | Jörg Ludewig (GER)     | DNF       |
| 114       | Mirko Celestino (ITA)  | DNF       |
| 115       | Mario Scirea (ITA)     | DNF       |
| 116       | Biagio Conte (ITA)     | 63.       |
| 117       | Alessio Galletti (ITA) | DNF       |
| 118       | Fabio Sacchi (ITA)     | DNF       |

| Mercatone Uno-Stream TV ___ | Mercatone Uno-Stream TV ___ | Mercatone Uno-Stream TV ___ |
| --------------------------- | --------------------------- | --------------------------- |
| Nr.                         | Rytter                      | Placering                   |
| 121                         | Ermanno Brignoli (ITA)      | DNF                         |
| 122                         | Cristian Moreni (ITA)       | DNF                         |
| 123                         | Gianpaolo Mondini (ITA)     | DNF                         |
| 124                         | Maurizio Caravaggio (ITA)   | DNF                         |
| 125                         | Gianmario Ortenzi (ITA)     | DNF                         |
| 126                         | Roberto Savoldi (ITA)       | DNF                         |
| 127                         | Giuseppe Di Fresco (ITA)    | DNF                         |
| 128                         | Fabiano Fontanelli (ITA)    | DNF                         |

| CSC-World Online CST | CSC-World Online CST    | CSC-World Online CST |
| -------------------- | ----------------------- | -------------------- |
| Nr.                  | Rytter                  | Placering            |
| 131                  | Rolf Sørensen (DEN)     | 4.                   |
| 132                  | Koen Beeckman (BEL)     | 83.                  |
| 133                  | Tristan Hoffman (NED)   | DNF                  |
| 134                  | Nicolas Jalabert (FRA)  | DNF                  |
| 135                  | Nicolaj Bo Larsen (DEN) | DNF                  |
| 136                  | Bjarke Nielsen (DEN)    | DNF                  |
| 137                  | Michael Steen Nielsen   | DNF                  |
| 138                  | Arvis Piziks (LAT)      | 24.                  |

| Mercury-Viatel ___ | Mercury-Viatel ___      | Mercury-Viatel ___ |
| ------------------ | ----------------------- | ------------------ |
| Nr.                | Rytter                  | Placering          |
| 141                | Peter Van Petegem (BEL) | DNF                |
| 142                | Geert Van Bondt (BEL)   | 44.                |
| 143                | Plamen Stoyanov (BUL)   | 74.                |
| 144                | Léon van Bon (NED)      | 39.                |
| 145                | Michael Sayers (USA)    | DNF                |
| 146                | Jans Koerts (NED)       | DNF                |
| 147                | Wim Vansevenant (BEL)   | DNF                |
| 148                | Gordon Fraser (CAN)     | DNF                |

| Team Coast-Buffalo COA | Team Coast-Buffalo COA | Team Coast-Buffalo COA |
| ---------------------- | ---------------------- | ---------------------- |
| Nr.                    | Rytter                 | Placering              |
| 151                    | Frank Høj (DEN)        | 18.                    |
| 152                    | Bekim Christensen      | DNF                    |
| 153                    | Rolf Huser (SUI)       | 36.                    |
| 154                    | Lars Michaelsen (DEN)  | 72.                    |
| 155                    | Eduard Gritsun (RUS)   | DNF                    |
| 156                    | Anton Shantyr (RUS)    | DNF                    |
| 157                    | Raphael Schweda (GER)  | DNF                    |
| 158                    | Malte Urban (GER)      | DNF                    |

| Crédit Agricole C.A | Crédit Agricole C.A      | Crédit Agricole C.A |
| ------------------- | ------------------------ | ------------------- |
| Nr.                 | Rytter                   | Placering           |
| 161                 | Magnus Bäckstedt (SWE)   | DNF                 |
| 162                 | Sébastien Hinault (FRA)  | DNF                 |
| 163                 | Thor Hushovd (NOR)       | 46.                 |
| 164                 | Christopher Jenner (NZL) | 80.                 |
| 165                 | Jérôme Neuville (FRA)    | DNF                 |
| 166                 | Stuart O'Grady (AUS)     | 60.                 |
| 167                 | Jens Voigt (GER)         | 65.                 |

| Vlaanderen-T-Interim ___ | Vlaanderen-T-Interim ___    | Vlaanderen-T-Interim ___ |
| ------------------------ | --------------------------- | ------------------------ |
| Nr.                      | Rytter                      | Placering                |
| 171                      | Björn Leukemans (BEL)       | 86.                      |
| 172                      | Davy Daniels (BEL)          | DNF                      |
| 173                      | Geoffrey Demeyere (BEL)     | DNF                      |
| 174                      | Kris Gerits (BEL)           | DNF                      |
| 175                      | Jurgen Guns (BEL)           | 56.                      |
| 176                      | Andy Vidts (BEL)            | DNF                      |
| 177                      | Jurgen Van Roosbroeck (BEL) | DNF                      |
| 178                      | James Vanlandschoot (BEL)   | DNF                      |

| Landbouwkrediet-Colnago LAN | Landbouwkrediet-Colnago LAN | Landbouwkrediet-Colnago LAN |
| --------------------------- | --------------------------- | --------------------------- |
| Nr.                         | Rytter                      | Placering                   |
| 181                         | Michel Vanhaecke (BEL)      | 43.                         |
| 182                         | Jurgen Van De Walle (BEL)   | DNF                         |
| 183                         | Bert De Waele (BEL)         | DNF                         |
| 184                         | Andrey Tcherviakov (RUS)    | DNF                         |
| 185                         | Gordon McCauley (NZL)       | DNF                         |
| 186                         | Gunther Cuylits (BEL)       | DNF                         |
| 187                         | Jeff Louder (USA)           | DNF                         |
| 188                         | Masahiko Mifune (JPN)       | DNF                         |

| Collstrop-Palmans ___ | Collstrop-Palmans ___      | Collstrop-Palmans ___ |
| --------------------- | -------------------------- | --------------------- |
| Nr.                   | Rytter                     | Placering             |
| 191                   | Karl Pauwels (BEL)         | 87.                   |
| 192                   | Eric De Clercq (BEL)       | 59.                   |
| 193                   | Hans De Meester (BEL)      | DNF                   |
| 194                   | Christophe Detilloux (BEL) | DNF                   |
| 195                   | Roger Hammond (GBR)        | 71.                   |
| 196                   | Kristof Trouvé (BEL)       | DNF                   |
| 197                   | Donatas Virbickas (LTU)    | DNF                   |
| 198                   | Dany Baeyens (BEL)         | DNF                   |

| Batavus-Bankgiroloterij ___ | Batavus-Bankgiroloterij ___ | Batavus-Bankgiroloterij ___ |
| --------------------------- | --------------------------- | --------------------------- |
| Nr.                         | Rytter                      | Placering                   |
| 201                         | Tom Desmet (BEL)            | DNF                         |
| 202                         | Bart Voskamp (NED)          | 21.                         |
| 203                         | Pieter Vries (NED)          | 34.                         |
| 204                         | Martin van Steen (NED)      | 75.                         |
| 205                         | Remco van der Ven (NED)     | 55.                         |
| 206                         | Bert Hiemstra (NED)         | 34.                         |
| 207                         | Jan van Velzen (NED)        | DNF                         |
| 208                         | Corey Sweet (AUS)           | 78.                         |

| Gerolsteiner GST | Gerolsteiner GST         | Gerolsteiner GST |
| ---------------- | ------------------------ | ---------------- |
| Nr.              | Rytter                   | Placering        |
| 211              | Michael Rich (GER)       | DNF              |
| 212              | Federico Morini (ITA)    | DNF              |
| 213              | Saulius Ruškys (LTU)     | DNF              |
| 214              | Torsten Schmidt (GER)    | DNF              |
| 215              | Tobias Steinhauser (GER) | DNF              |
| 216              | Marcel Strauss (SUI)     | DNF              |
| 217              | Miguel Van Kessel (NED)  | 76.              |
| 218              | Peter Wrolich (AUT)      | DNF              |

| La Française des jeux FDJ | La Française des jeux FDJ | La Française des jeux FDJ |
| ------------------------- | ------------------------- | ------------------------- |
| Nr.                       | Rytter                    | Placering                 |
| 221                       | Jacky Durand (FRA)        | DNF                       |
| 222                       | Frédéric Guesdon (FRA)    | 33.                       |
| 223                       | Emmanuel Magnien (FRA)    | DNF                       |
| 224                       | Christophe Mengin (FRA)   | 82.                       |
| 225                       | Jean-Patrick Nazon (FRA)  | DNF                       |
| 226                       | Franck Perque (FRA)       | 54.                       |
| 227                       | Patrick D'Hont (BEL)      | DNF                       |

| AG2R Prévoyance A2R | AG2R Prévoyance A2R       | AG2R Prévoyance A2R |
| ------------------- | ------------------------- | ------------------- |
| Nr.                 | Rytter                    | Placering           |
| 231                 | Jaan Kirsipuu (EST)       | 32.                 |
| 232                 | Lauri Aus (EST)           | DNF                 |
| 233                 | Linas Balčiūnas (LTU)     | DNF                 |
| 234                 | Stéphane Bergès (FRA)     | DNF                 |
| 235                 | Ludovic Capelle (BEL)     | 85.                 |
| 236                 | Sébastien Demarbaix (BEL) | DNF                 |
| 237                 | Laurent Estadieu (FRA)    | DNF                 |
| 238                 | Innar Mändoja (EST)       | DNF                 |

| Cantina Tollo-Acqua & Sapone CTA | Cantina Tollo-Acqua & Sapone CTA     | Cantina Tollo-Acqua & Sapone CTA |
| -------------------------------- | ------------------------------------ | -------------------------------- |
| Nr.                              | Rytter                               | Placering                        |
| 241                              | Gabriele Colombo (ITA)               | DNF                              |
| 242                              | Claudio Astolfi (ITA)                | DNF                              |
| 243                              | Federico Colonna (ITA)               | DNF                              |
| 244                              | Danilo Di Luca (ITA)                 | DNF                              |
| 245                              | Federico Giabbecucci (ITA)           | DNF                              |
| 246                              | Cristian Pepoli (ITA)                | 73.                              |
| 247                              | Miguel Ángel Martín Perdiguero (ESP) | DNF                              |
| 248                              | Guido Trenti (ITA)                   | 20.                              |